# Coilia
Coilia is een geslacht van ansjovissen uit de orde van haringachtigen (Clupeiformes).

## Soorten
- Coilia borneensis Bleeker, 1852
- Coilia brachygnathus Kreyenberg & Pappenheim, 1908
- Coilia coomansi Hardenberg, 1934
- Coilia dussumieri Valenciennes, 1848
- Coilia grayii Richardson, 1845
- Coilia lindmani Bleeker, 1858
- Coilia macrognathos Bleeker, 1852
- Coilia mystus Linnaeus, 1758
- Coilia nasus Temminck & Schlegel, 1846
- Coilia neglecta Whitehead, 1967
- Coilia ramcarati Hamilton, 1822
- Coilia rebentischii Bleeker, 1858
- Coilia reynaldi Valenciennes, 1848